# ایشتراتسهایم
ایشتراتسهایم (به فرانسوی: Ichtratzheim) یک کمون در فرانسه با جمعیت ۲۹۴ نفر است که در Canton of Erstein واقع شده‌است.